# Mrazovci
Mrazovci je naseljeno mjesto u sastavu općine Bosanska Dubica, Republika Srpska, BiH.

## Stanovništvo
| Mrazovci           |              |
| godina popisa      | 1991.        |
| Srbi               | 118 (93,65%) |
| Hrvati             | 0            |
| Muslimani          | 0            |
| Jugoslaveni        | 8 (6,35%)    |
| ostali i nepoznato | 0            |
| ukupno             | 126          |